# Edwardsia willeyana
Edwardsia willeyana is een zeeanemonensoort uit de familie Edwardsiidae.
Edwardsia willeyana is voor het eerst wetenschappelijk beschreven door Bourne in 1916.